# Јовић (презиме)
Јовић је јужнословенско презиме, настало од имена Јован. Познате особе са овим презименом су:
- Борисав Јовић (1928–2021), српски комунистички политичар, био је српски члан колективног Председништва Југославије.
- Божидар Јовић (рођен 1972), хрватски рукометаш
- Дејан Јовић (рођен 1968), хрватски политиколог
- Лука Јовић (рођен 1997), српски фудбалер
- Милован Јовић (1955–2009), српски фудбалер
- Мирко Јовић (рођен 1959), кандидат за председника Србије на председничким изборима 2004.
- Никола Јовић (рођен 2003), српски кошаркаш
- Стефан Јовић (рођен 1990), српски кошаркаш